# Пучок (геометрія)

Кола Аполлонія, два ортогональних пучки кривих

Пучок (в аналітичній і проєктивній геометрії) — сімейство геометричних об'єктів, що володіють деякою спільною властивістю. Наприклад, пучком називають множину прямих (або кривих будь-якого іншого виду), що проходять через дану точку площини (або простору). Пучком є і множина кіл, що проходять через дві задані точки площини.
На проєктивній площині пучок кривих часто задають у вигляді
λC + μC'= 0,
де C = 0 і C'= 0 — дві фіксовані криві на площині, λ і μ — елементи основного поля.
Інший приклад пучка — множина площин, що проходять через дану пряму простору (його також часто називають в'язкою площин).